# Шварценберг, Карл V
Карл V Шварценберг (нем. Karl V. Fürst zu Schwarzenberg; полное имя Карл Фридрих Иоганн Альфонс Игнац Александр цу Шварценберг, нем. Karl Friedrich Johann Alfons Ignaz Alexander Fürst zu Schwarzenberg; 26 февраля 1886 года, Чимелице, Королевство Богемия — 6 сентября 1914 года, Вуковар, Королевство Хорватия и Славония) — австрийский и чешский помещик и политик. Был пятым главой «Орлицкой» ветви (секундогенитуры) династии Шварценбергов. Дед Карела Шварценберга.

## Биография
В юности его наставником был дядя Фридрих Шварценберг, который заседал в Рейхсрате вместе с Томашем Масариком. Сам же он учился в гимназии вместе с Яном Масариком. Изучал право в университете Карла-Фердинанда и стал доктором права.
После смерти своего отца в 1913 году, стал потомственным членом Палаты господ Рейхсрата и стал главой семьи. В том же году ввёл чешский язык в качестве единственного официального языка в своем имении Орлик. 
После начала Первой мировой войны был призван в 2-й уланский полк австро-венгерской армии и служил поручиком запаса автомобильной роты. В сентябре 1914 года заболел дизентерией на сербском фронте. 6 сентября скончался в Вуковаре. Похороны состоялись в имении Орлик 12 сентября 1914 года. Похоронен был в семейной усыпальнице Шварценбергов. Чешские газеты и журналы в своих некрологах называли Карла: «представителем нового чешского дворянства. По настоящему чешского» и считали его чешским патриотом.

## Семья
5 февраля 1910 года женился в Вене на Элеоноры Клам-Галлас (внучке Эдуарда Клам-Галласа, 4 ноября 1887 — 31 мая 1967). В браке родились два сына (Карел и Франтишек).